# Ongole (ville)

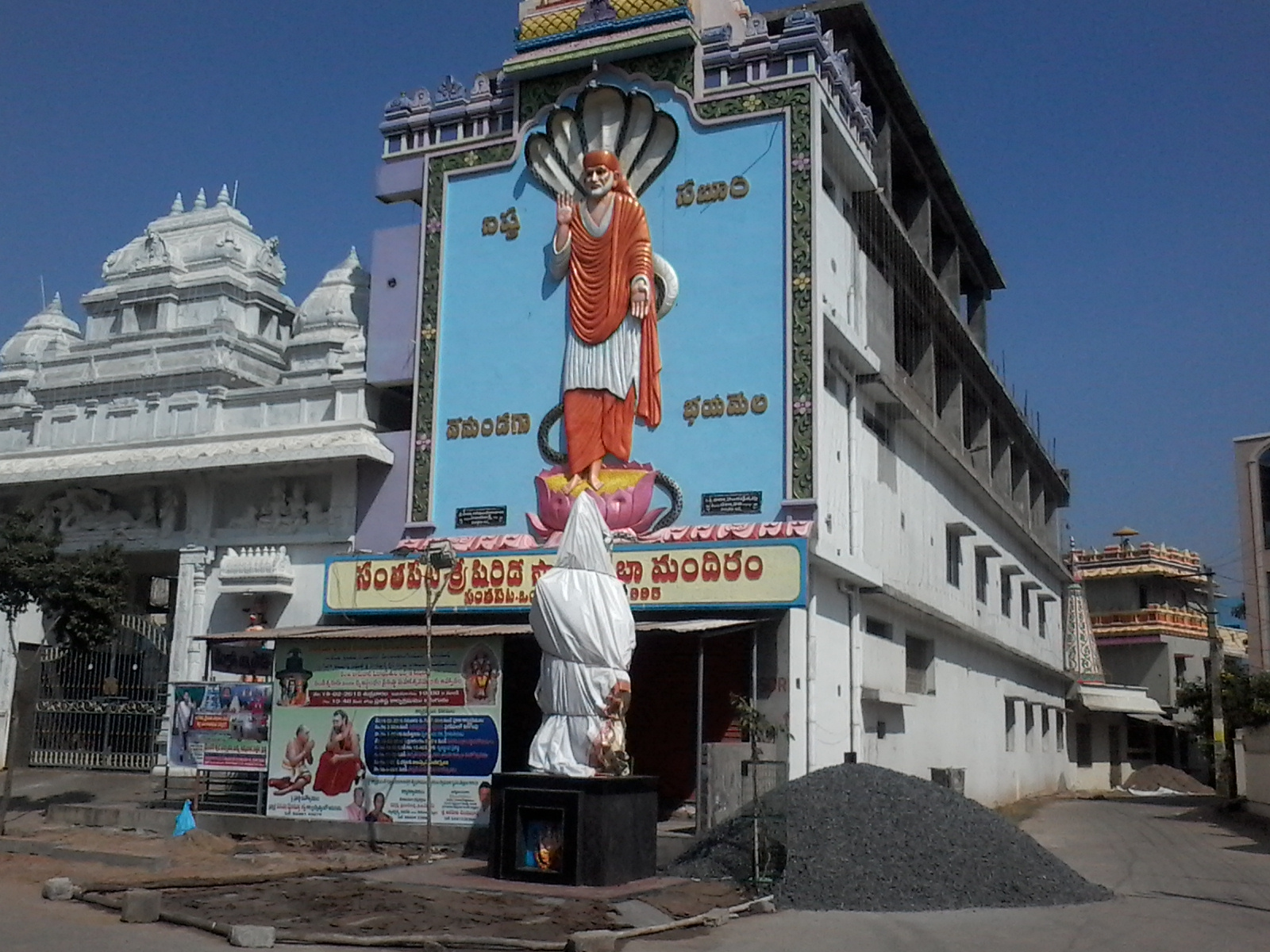
Saibaba Temple

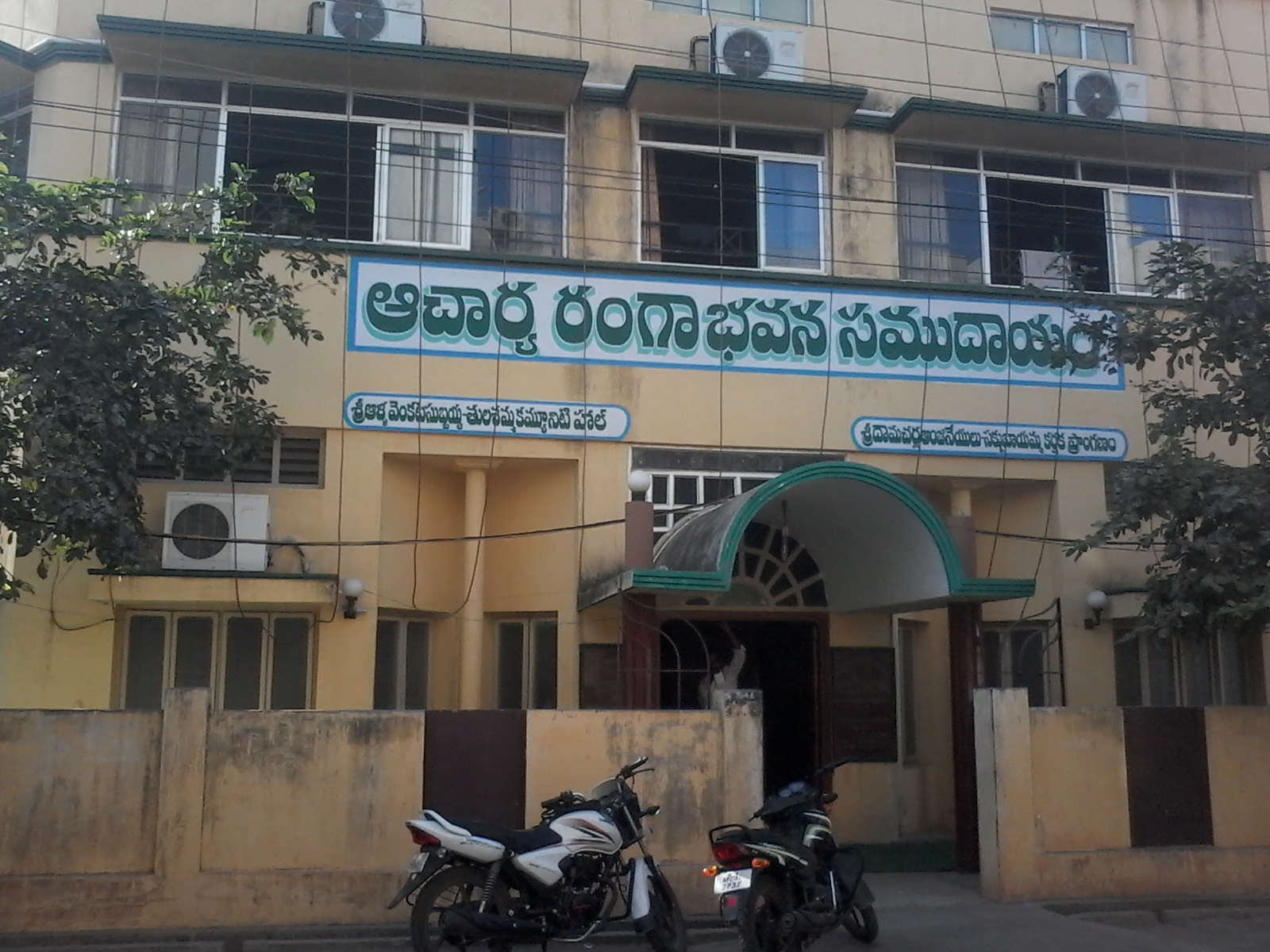
Community Hall

Pour l'article sur la race bovine, voir Ongole
Ongole (en télougou : ఒంగోలు) est une ville indienne située dans le district de Prakasam dans l'État de l'Andhra Pradesh. En 2012, sa population était de 204 746 habitants.